# Francesco Paolo Cantelli
Pour les articles homonymes, voir Cantelli.
Francesco Paolo Cantelli (né le 20 décembre 1875 à Palerme, Italie et mort le 21 juillet 1966 à Rome) était un mathématicien italien, surtout connu pour ses travaux en probabilités et en statistiques.

## Biographie
Francesco Cantelli a étudié tout d'abord les mathématiques pures à Palerme, et réalisa sa thèse, qu'il soutint en 1899, en mécanique céleste. Il travailla ensuite comme actuaire à l’Istituto di Previdenza della Cassa depositi e prestiti de 1903 à 1923.
Puis il se tourna vers les probabilités et statistiques, avec des applications à l'économie notamment. Il fonda à cette fin l’Istituto Italiano degli Attuari, et dirigea le journal de celui-ci de 1930 à 1958. En 1931, il fut nommé professeur à l'université de Rome, après avoir enseigné à l'université de Catagni et à celle de Naples.
En théorie des probabilités, à l'époque où celle-ci commençait à être proprement formalisée, l'on doit à Cantelli deux résultats célèbres : le théorème de Borel-Cantelli et la loi forte des grands nombres.

## Distinctions
En 1931 il est lauréat du Prix mathématique de l'Académie italienne des sciences.

## Référence
(en) E. Regazzini, « Probability and statistics in Italy during the First World War », Journ@l Électronique d'Histoire des Probabilités et de la Statistique, vol. 1, no 1,‎ mars 2005 (lire en ligne)